# 99 Chevaux
九十九匹马 / Ninety-nine Horses
99 Chevaux (titres originaux en chinois 九十九匹马, litt. « 99 Chevaux » et en anglais Ninety-nine Horses) est une œuvre de l'artiste chinois Cai Guo-Qiang réalisée à Doha en 2011. Elle représente une harde de chevaux au galop. Œuvre sur papier, lavis entièrement exécuté avec de la poudre noire, avec figures en relief en résine dorées à la feuille.

## Description

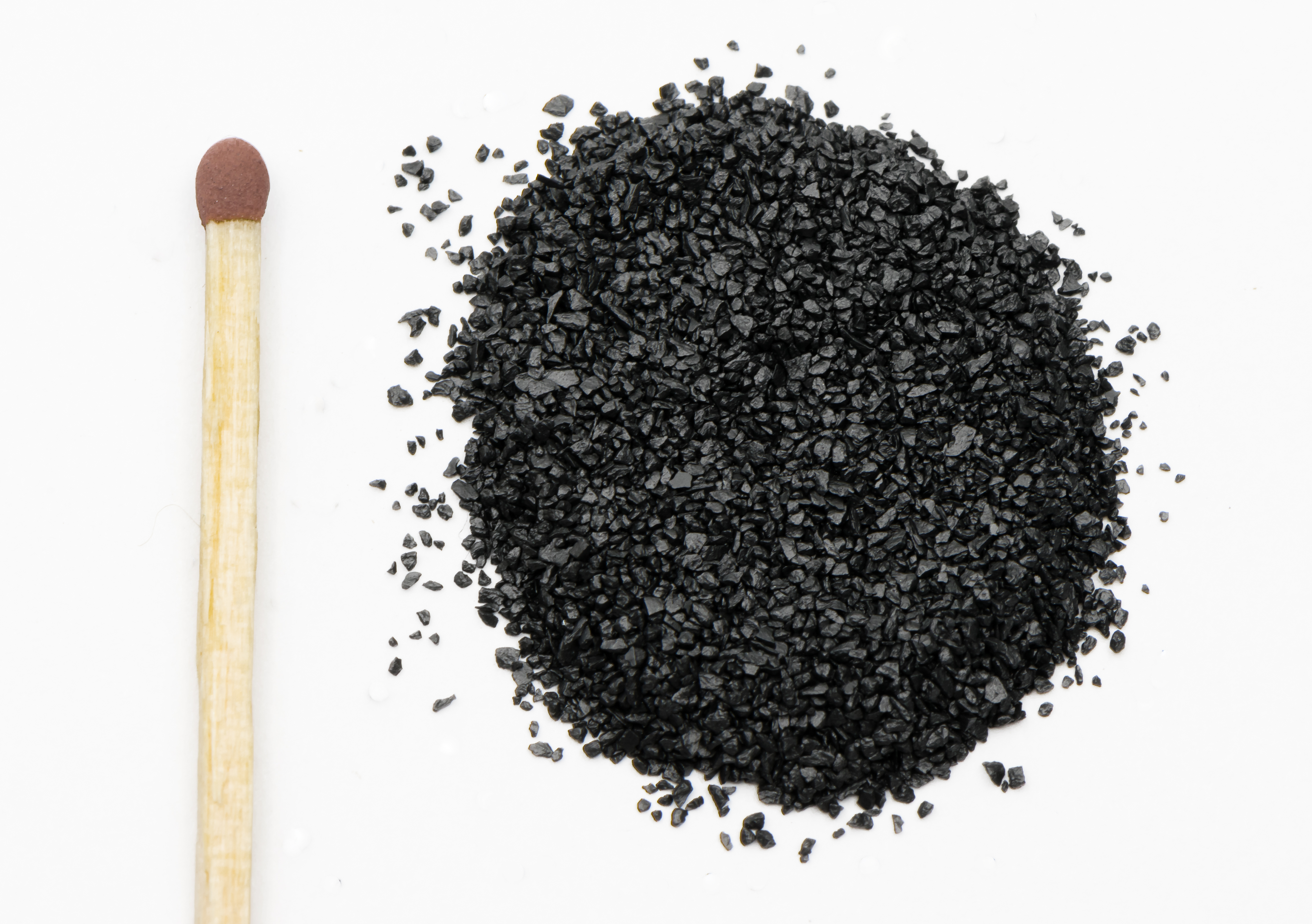
La poudre noire, l'un des matériaux utilisés par Cai Guo-Qiang dans Ninety-nine Horses

L'œuvre est un tableau monumental de forme oblongue de 18 mètres de large sur 4 mètres de haut représentant une harde compacte de 99 chevaux galopant de concert partant de la droite du tableau et se dirigeant vers l'espace gauche de la toile.
Un paysage de dunes est esquissé discrètement à la poudre noire.
La partie centrale de la harde est également exécutée avec cette technique et occupe les deux-tiers inférieurs droits du tableau. Au milieu du haut de l'œuvre figurent des reliefs de chevaux en résine dorés à la feuille d'or, plus petits, chacun mesurant 14 × 24 × 5 cm. Leur mouvement est au galop. Il n'y a nul cavalier, les chevaux se déplaçant seuls.
Le coin supérieur gauche de l'œuvre est occupé par une zone plus abstraite, de couleur brune. Cette zone est décrite comme un soleil de plomb explosé sur papier avec de la poudre noire,.
Selon Juliet Highet, le nombre 99 renvoie à deux significations, l'une chinoise, symbolisant l'infini, la seconde dans l'islam, représentant les nonante-neuf noms de Dieu.  Les chevaux occupent une part importante dans ces deux cultures.
Les formes dessinées à la poudre de canon ont souvent chez Cai Guo-Qiang l'apparence d'ombres. Qui plus est, l'éclairage projette l'ombre des statues en résine sur le dessin, juste au-dessus d'une trainée de poudre évoquant un mouvement de chevaux. Dans sa thèse de maîtrise en art consacrée à l'artiste, Meredith Skaggs y voit un renvoi à l'allégorie de la caverne de Platon.
La signature de l'œuvre occupe quatre lignes, les deux premières consacrées au titre, en chinois et en anglais, la troisième au nom de l'artiste, en chinois et en alphabet latin, la dernière porte la date 2011 et le lieu de réalisation Doha.

## Historique
Ninety-nine Horses est créé en 2001 à Doha. Il est exposé au Mathaf, musée d'art moderne et contemporain de la ville.
Il est présenté dans le cadre d'une exposition personnelle organisée du 5 décembre 2011 au 26 mai 2012 au Mathaf, et fait partie des 16 créés spécifiquement par l'artiste pour celle-ci,. L'exposition est intitulée Saraab, littéralement « mirage ».
La poudre à canon, utilisée en large quantité tant dans cette œuvre que pour d'autres de l'exposition Saraab, a demandé cinq jours de préparations, du 22 au 26 octobre 2011, et a nécessité l'aide de 200 volontaires.